# John Byron
John Byron, RN (Nottingham,  8 de noviembre de 1723 - Londres,  10 de abril de 1786) fue un navegante y vicealmirante británico del siglo XVIII, abuelo del poeta Lord Byron. Es conocido por ser, en su juventud, uno de los escasos supervivientes del naufragio del HMS Wager (1741), del que dejó una narración con su versión del motín que dividió a los supervivientes en dos grupos y también por haber comandado el HMS Dolphin en un viaje de circunnavegación alrededor del mundo (1764-66).

## Biografía
John Byron fue el sexto hijo de William Byron, 4.º Barón de Byron de Rochdale (1669/70-1736), y el tercer hijo (segundo hijo) que William Byron tuvo con su segunda esposa, Frances Berkeley. Era conocido como el Foul-weather Jack («Jack Mal Tiempo»), debido a su frecuente mala suerte con el clima. Entró en la Marina Real en 1731, a la edad de 8 años.

## Viaje en el HMS Wager

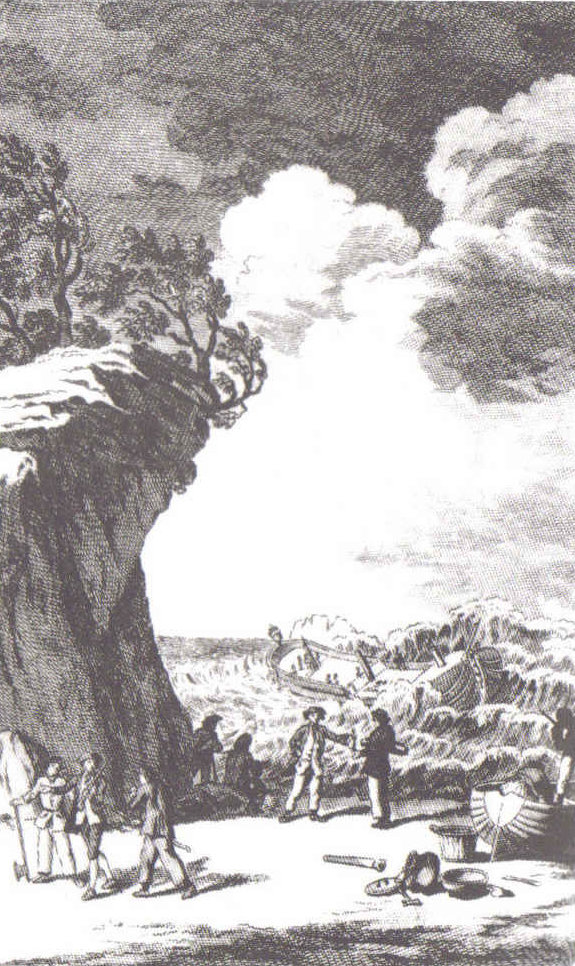
El naufragio del Wager frente a las costas chilenas (óleo de autor desconocido, 1826).

Su primer viaje oceánico lo hizo como guardamarina (midshipman) en 1740 en la expedición que el entonces comodoro George Anson emprendió, al frente de 6 navíos, contra las colonias españolas. Byron iba a bordo de la fragata HMS Wager, a las órdenes del capitán Cheap, que poco después de atravesar el estrecho de Magallanes naufragó el 14 de mayo de 1741 en la parte norte del archipiélago de Guayaneco, frente a las costas del actual territorio de Chile. 
Los supervivientes del naufragio decidieron dividirse en dos grupos, uno para hacer su camino en bote de regreso hasta Río de Janeiro, y el otro, el de John Byron, que navegaría al norte y para intentar reunirse con el resto de la flota. Pasaron un tiempo en una isla y luego salieron en bote en busca de ayuda; el joven guardiamarina Byron y sus compañeros fueron rescatados por indígenas, probablemente alacalufes (kawésqar) y quizá también por chonos, para luego ser dejados en el sur de Chiloé, donde fueron tomados prisioneros por los españoles. Después de meses de cautiverio en Castro y Santiago se les permitió retornar a su país; embarcaron en diciembre de 1944 en la fragata francesa Lys, y después de diversas peripecias por el Caribe, acabaron volviendo a Inglaterra en 1746. Durante su ausencia fue ascendido a teniente y a su regreso fue nombrado capitán de fragata. 
En dicho viaje fue su compañero el capitán irlandés John Augustine Evans, quien se quedó en Chile dejando una numerosa familia dentro de los cuales se cuenta el dos veces presidente de Chile, Carlos Ibáñez del Campo.
La isla donde naufragaron fue llamada Isla Wager y la del lado isla Byron en su honor.
Escribió de sus aventuras y el motín del Wager en The Narrative of the Honourable John Byron (Account of the Shipwreck of The Wager; and the Subsequent Adventures of Her Crew, 1768) [Narrativa del Honorable John Byron] (1768), que se vendió bastante bien como para aparecer en varias ediciones. Estas experiencias fueron la base de la novela The Unknown Shore (1959), de Patrick O'Brian, que sigue muy de cerca la propia narración de Byron. (La novela apareció en versión española en Edhasa en 2000, con el título de La costa desconocida).
Byron fue asignado como capitán (Post Captain) del HMS Siren en diciembre de 1746.

### Guerra de los Siete Años
Posteriormente, participó en guerra de los Siete Años. En 1760 estaba al mando de un escuadrón enviado a destruir las fortificaciones de Luisburgo, que había sido capturado por los británicos dos años antes. En julio de ese año, derrotó a la flota francesa enviada para reforzar a Nueva Francia en la batalla de Restigouche. 

### Circunnavegación en elHMS Dolphin(1764-66)
Entre junio de 1764 y mayo de 1766, Byron completó su propia circunnavegación, esta vez al mando como capitán del HMS Dolphin, primer buque protegido con coraza de cobre, siendo la primera circunnavegación que empleó menos de dos años. Durante este viaje, pasó por las islas Malvinas, que ya estaban ocupadas por Francia y las reclamó para Gran Bretaña, aunque no dejó ningún asentamiento. Está incursión será una de las catalizadoras de la crisis diplomática por las islas Malvinas de 1770. 
Más tarde Byron descubrió varias islas del archipiélago Tuamotu (descubrió las islas de la Decepción y las islas del Rey Jorge), dio su nombre a una de las islas Gilbert, y descubrió algunas islas de las Tokelau, y finalmente visitó Tinian en las islas Marianas del Norte, isla en la que acampó durante los meses de agosto y septiembre de 1765 para recuperar a los marineros enfermos y aprovisionarse.

### Siguiente carrera militar
En 1769 fue nombrado el entonces comodoro Byron gobernador de Terranova, un puesto que ocupó durante los siguientes tres años. Se convirtió en contraalmirante (rear admiral) el 31 de marzo de 1775, y en vicealmirante el 29 de enero de 1778. Fue nombrado comandante en jefe de la flota británica en las Indias Occidentales en 1778 y 1779, durante la guerra de Independencia de los Estados Unidos. Atacó sin éxito una flota francesa comandada por el  conde d'Estaing en la batalla de Granada en julio de 1779. Fue acusado de realizar una acción imprudente y temeraria, y de dejarse llevar por sus impulsos belicosos, pues la escuadra que comandaba estaba mal alistada, con aparejos inservibles y pertrechos deteriorados. 
Después de esta acción, regresó a Inglaterra, retirándose del servicio activo y consagrándose a ordenar sus apuntes para escribir su relación del Viaje alrededor del Mundo con el Dolphin, obra que fue publicada después de su muerte.
El 8 de septiembre de 1748, se casó en Cornualles con Sophia Trevannion, hija de John Trevannion de Carhays, con quien tuvo dos hijos y siete hijas, tres de ellos fallecidos en la infancia. Su hijo mayor, John «Mad Jack» Byron, fue a su vez el padre del poeta, George Gordon Byron, el futuro 6.º Barón de Byron. John Byron fue también abuelo de George Anson Byron, que sería otro almirante y explorador y el 7.º Barón de Byron.

## Obras

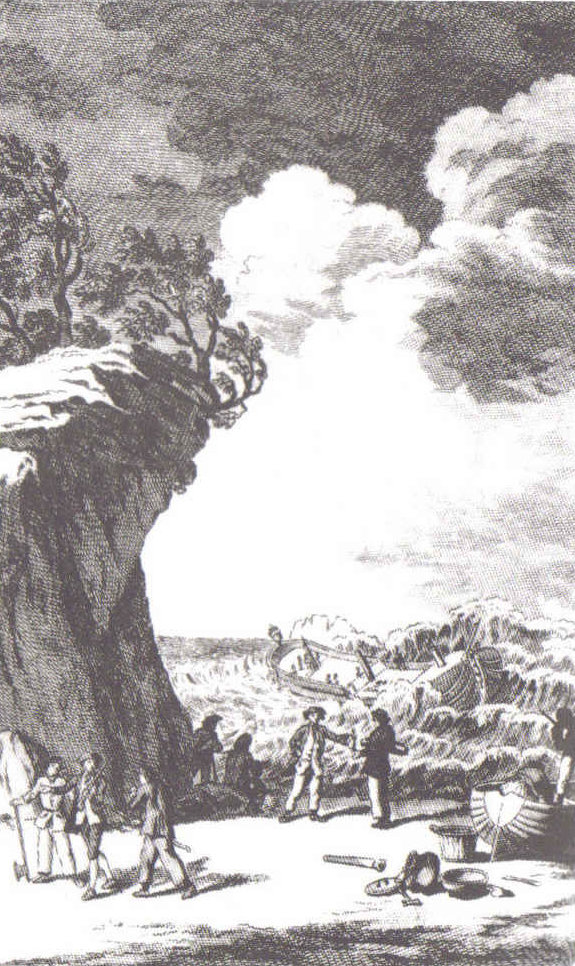
Frontispicio de la obra Account of the Shipwreck of The Wager; and the Subsequent Adventures of Her Crew, 1768.

En 1768 publicó la historia de su primer viaje, Account of the Shipwreck of The Wager; and the Subsequent Adventures of Her Crew, 1768, traducido al español como El naufragio de la fragata «Wager».
La descripción de su viaje alrededor del mundo se publicó con el título de A Journal of a Voyage round the World, in His Majesty`s Ship the Dolphin, commanded by the Honourable Commodore Byron, traducido al español como Viaje alrededor del Mundo.